# بوب إدواردز
بوب إدواردز هو صحفي وسياسي كندي، ولد في 17 سبتمبر 1860، وتوفي في 14 نوفمبر 1922. انتخب عضو الجمعية التشريعية ألبرتا.